# Rencontre d'Alexandrie
Ne doit pas être confondu avec Conciles d'Alexandrie.

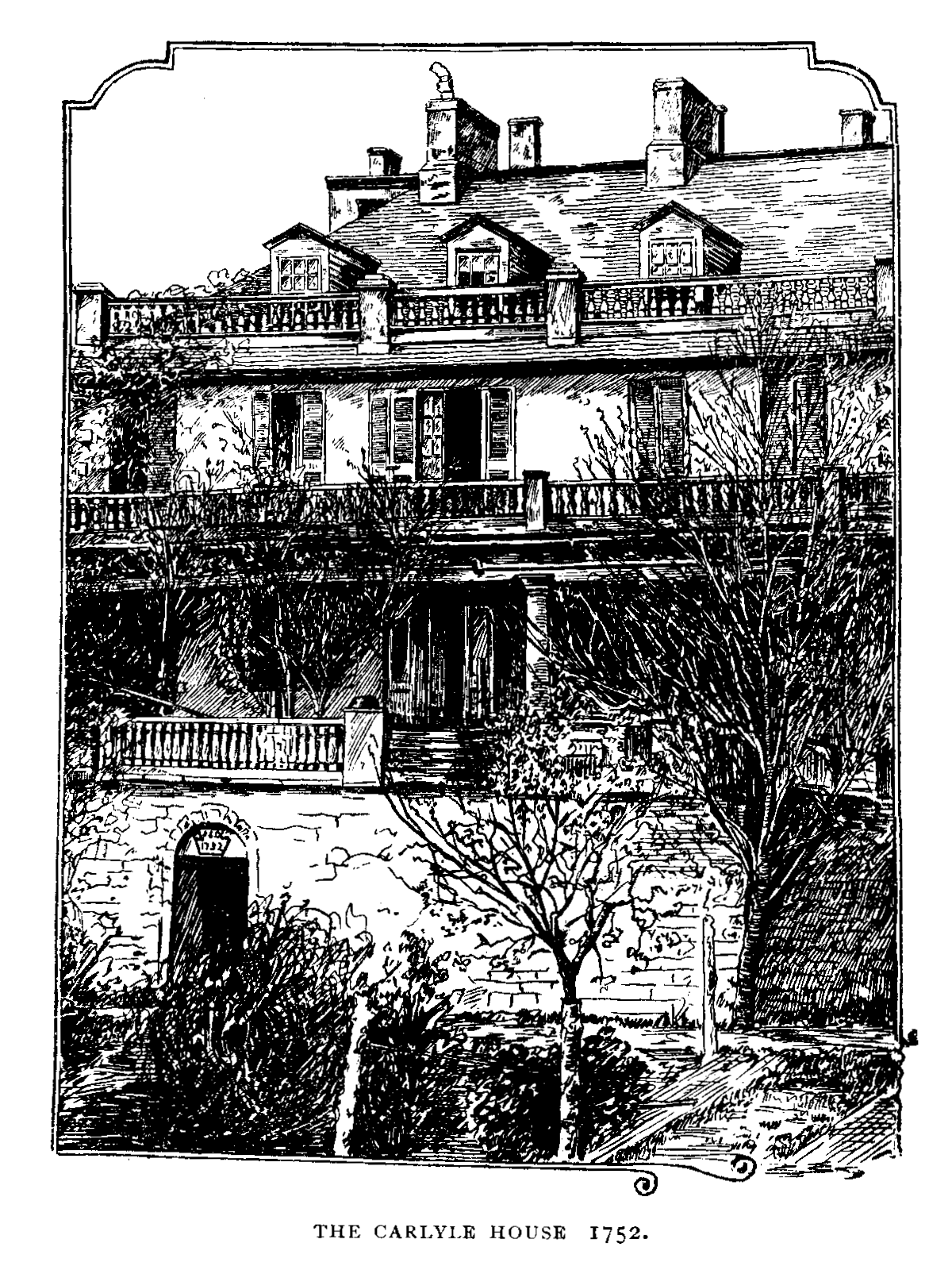
Carlyle House en 1752

La Rencontre d'Alexandrie est une réunion tenue en 1755 par le major-général Edward Braddock, commandant en chef de l’armée britannique en Amérique du Nord et les gouverneurs de cinq des colonies britanniques. Il s’agissait de Robert Dinwiddie de Virginie, Horatio Sharpe du Maryland, Robert Hunter Morris de Pennsylvanie, William Shirley du Massachusetts et James DeLancey de New York.
La réunion a eu lieu le 15 avril 1755 à Carlyle House à Alexandria, en Virginie, résidence de l’une des personnalités de cette ville, John Carlyle.
La réunion était une tentative de Braddock de collecter des fonds de guerre pour combattre les Français dans la prochaine guerre. Les gouverneurs ont rejeté la demande exigeant un financement préalable du Parlement du Royaume-Uni. Les participants s’entendirent cependant sur un plan de guerre organisant une attaque sur quatre fronts contre la Nouvelle-France.
William Johnson de New York, qui était également présent à la réunion, fut nommé surintendant des Affaires indiennes et élevé au rang de major-général. Il fut chargé de rencontrer la Confédération iroquoise pour s'assurer de sa neutralité dans la guerre à venir.
La Rencontre d’Alexandrie est parfois considéré comme le début du dialogue intercolonial et de la tension politique entre les colonies et la Grande-Bretagne sur les questions fiscales. Dix ans avant le Stamp Act de 1765, Braddock écrivit de Carlyle House à Thomas Robinson : « Je ne peux que prendre la liberté de vous représenter la nécessité d’imposer une taxe sur tous les dominions de Sa Majesté en Amérique, en accord avec les conclusions de la Rencontre, pour rembourser les sommes importantes qui doivent être avancées pour le service et les intérêts des colonies dans cette importante crise. »

### Source
- (en) Cet article est partiellement ou en totalité issu de l’article de Wikipédia en anglais intitulé « Congress of Alexandria » (voir la liste des auteurs).